# 光榮會
光榮會（義大利語發音：[nˈdraŋɡeta]，卡拉布里亞語發音：[(ɳ)ˈɖɽaɲɟɪta]），音译恩德朗盖塔，是義大利一個黑手黨組織，起源自19世紀的兩西西里王國卡拉布里亚大区，成員活動範圍達到南美及至歐洲其它地區，如今已成为世界上势力范围最广、最富有的犯罪组织之一，几乎垄断了欧洲的可卡因进口，每年的营收金额估计高达数百亿欧元。该组织的业务遍及超过40个国家，并在北美、南美和非洲设有基地。在意大利，尤其是在罗马和富裕的北部地区，“光荣会”通过控制酒店、餐馆、药店、汽车经销商等企业，从事旅游业和酒店业，进行洗钱活动。2010年7月義大利警方曾清剿此黑手黨光榮會，拘捕300多人，搜出6,000萬歐元現金和財產。光榮會首領、包括米蘭負責人被捕。光榮會此黑社會組織涉干犯謀殺、勒索、販毒及走私武器等勾當。2014年有報告指出此黑手黨組織獲利頗豐，收入比德意志銀行及麥當勞的總和更多。

## 2023年光荣会审判案
2023年，意大利法院对光荣会的成员及其党羽进行了历时近3年的审判，最终宣判逾200名黑手党成员获罪，累计刑期高达约2,150年。这一审判标志着意大利数十年来最大规模针对黑手党的案件正式画上句号，旨在瓦解这个垄断欧洲可卡因走私的犯罪组织。在审判过程中，法院院长卡瓦西诺逐一宣读了罪犯的姓名及刑期，刑期从数月到30年不等。涉案被告被分别关押在意大利各地的监狱中，通过视频连线参与审判。值得注意的是，检方最初起诉了322名黑手党成员及其同伙，并寻求累计5,000年的刑期。

### 背景
这场审判始于2021年1月，由于案件的高度敏感性，法庭设在意大利南部小镇维博瓦伦蒂亚的一个特制掩体内。法庭配备了足够的空间以容纳数百名律师，并安装了20多台屏幕，以便与羁押的被告进行视频连线。此次审判由意大利最著名的反黑手党检察官格拉特里领导，他长期以来一直生活在警方的保护之下。同时，三位法官也住在由警方保护的安全屋中。

### 庭审过程
在庭审过程中，法庭听取了数以千计小时的证词，其中包括50多名转为污点证人的前黑手党成员的陈述。这些证人详细描述了“光荣会”的种种罪行，包括暴力袭击、敲诈勒索、操控公开招标、囤积武器、操纵选举以及向权贵提供贿赂等。经过长达两年九个月的审理，法院最终认定207名被告有罪，并判处了他们合计约2,150年的刑期。其中，4名“光荣会”头目因罪行严重被判处了30年的徒刑。

### 特别之处
与以往的黑手党案件相比，此次被告名单中首次包括了众多非黑手党成员，如警察和公务员等。这显示出黑手党与政商界之间的秘密勾结，以及其在当地势力的盘根错节。其中，70岁的意大利前国会议员兼律师皮特利因被指控与黑手党勾结并传递机密信息，被判处了11年的徒刑。

## 出典
1. ↑  "'Ndrangheta"[] (US) and . Oxford Dictionaries. Oxford University Press.   [19 May 2019].